# Willem van Herp

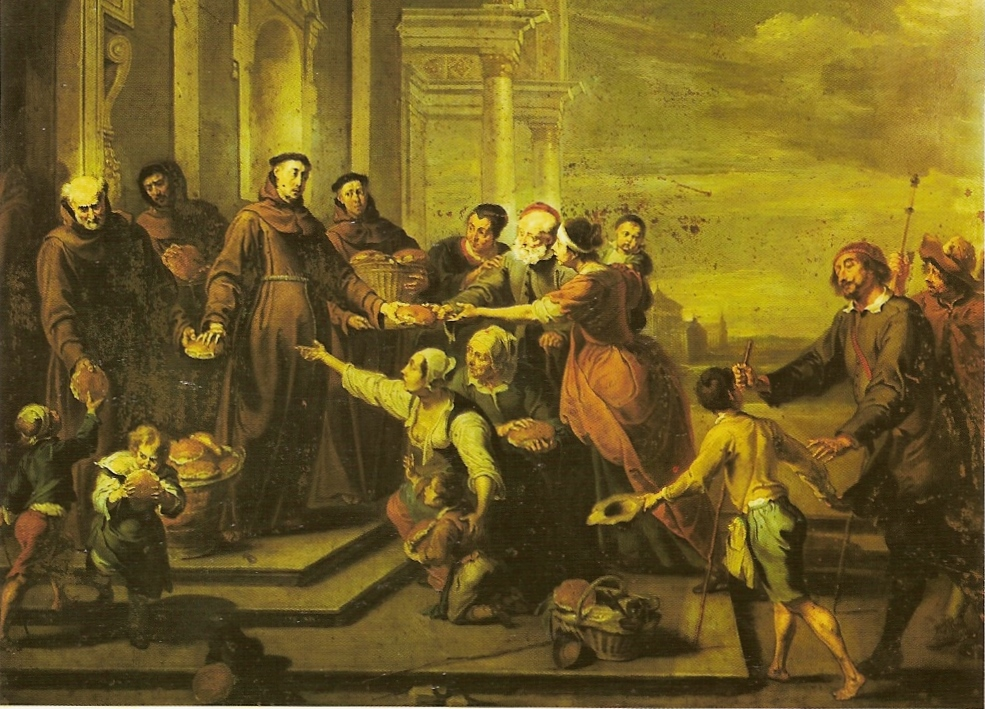
Cobre de San Antonio en el Santuario de Nuestra Señora del Henar.

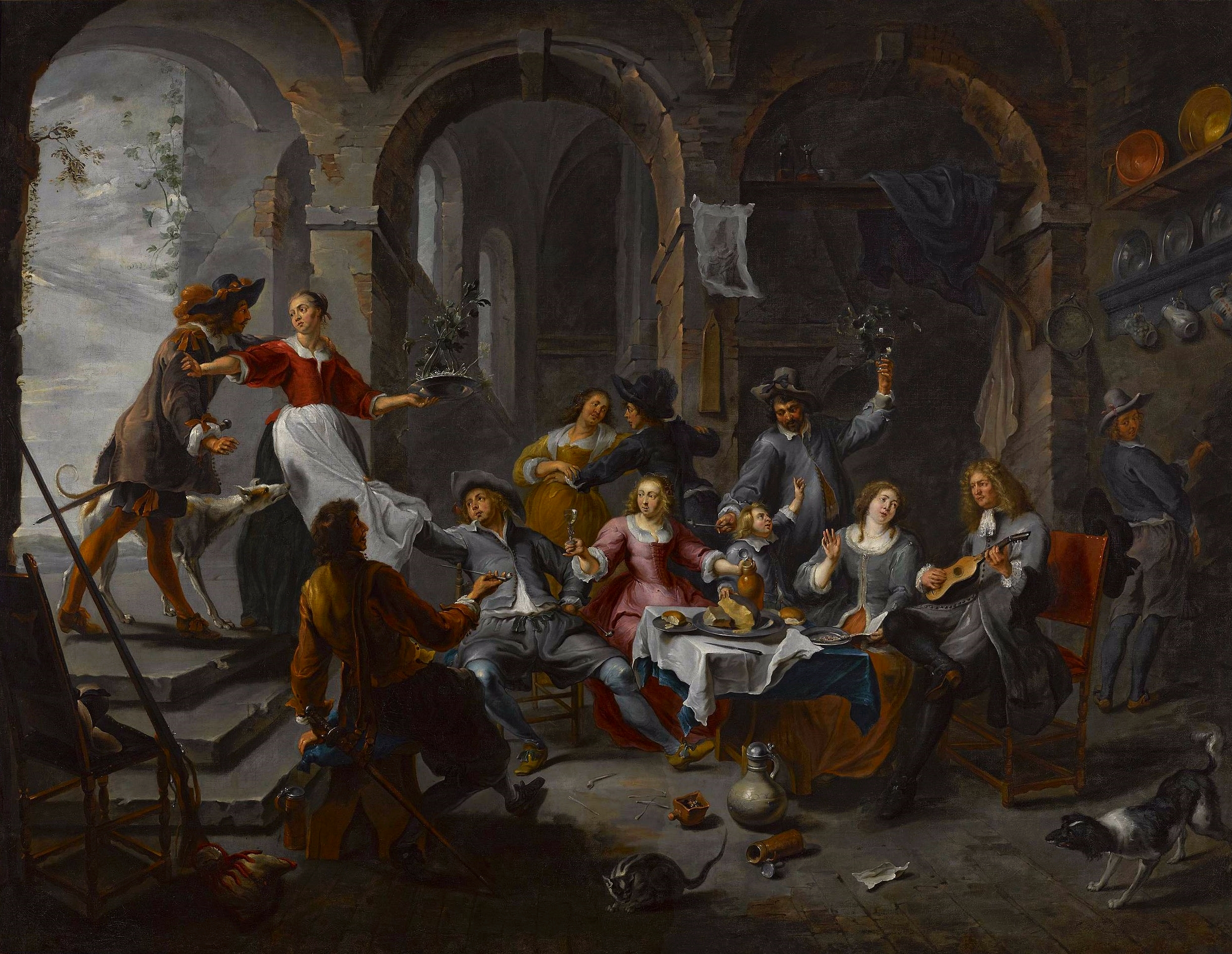
Escena Social (Alegoría de los Cinco Sentidos), óleo sobre lienzo, 176 x 229,5 cm. Museo Nacional de Varsovia

Willen van Herp (Amberes, c. 1614 – 1677) fue un pintor flamenco del barroco, especializado en pequeños cuadros de gabinete, generalmente de escenas religiosas.
Se cree que fue alumno de Rubens. Pese a que su trabajo se centró en su ciudad natal, también exportó diversas obras a España, realizadas en cobre y mediante encargo.

## Obra

### España
Un número importante de sus obras se concentra repartida entre monasterios y colecciones privadas de España, en su mayoría dedicadas a escenas religiosas sobre cobre:
- Cobre de San Antonio, Santuario de Nuestra Señora del Henar (Segovia).[1]

- Cristo presentado al pueblo y coronado de espinas, Emmet Collection (Sevilla).[2]

- La Huida a Egipto, Museo Municipal de Bellas Artes de Santa Cruz de Tenerife.[3]

- Jesucristo entregando las llaves a san Pedro, Museo Municipal de Bellas Artes de Santa Cruz de Tenerife.[3]

- Liberación de los prisioneros, Museo del Prado.[3]

- Bautismo de Cristo, Museo del Prado.[3]

- Las bodas de Caná, Capitanía General de La Coruña.[3]

- Dos cobres en las Comendadoras de Madrid.[4]
- Doce cobres sobre las vidas de Cristo y de la Virgen, Palacio Episcopal de Segovia.

### Alemania
- Un banquete familiar.[5]